# Coscurita
Coscurita es un municipio y localidad española de la provincia de Soria, en la comunidad autónoma de Castilla y León. El término municipal, que incluye también los núcleos de Bordejé, Centenera del Campo, Neguillas y Villalba, tiene una población de 68 habitantes (INE 2024).

## Geografía
El término municipal se extiende en un terreno descendente de sur a noroeste por la cercanía del río Duero, salvo al norte, donde se alza la sierra de Perdices, que alcanza más de 1000 m de altura. Por su territorio discurre el río Morón. El municipio se encuentra a 960 m sobre el nivel del mar y dista 45 km de la capital soriana. Forma parte de la comarca de Almazán y del partido judicial de Almazán.
| Noroeste: Almazán              | Norte: Viana de Duero | Noreste: Nepas, Escabosa de Almazán |
| Oeste: Frechilla de Almazán    |                       | Este: Soliedra                      |
| Suroeste: Frechilla de Almazán | Sur: Adradas          | Sureste: Morón de Almazán           |

## Historia
A la caída del Antiguo Régimen la localidad se constituyó en municipio constitucional en la región de Castilla la Vieja. En el censo de 1842 contaba con 29 hogares y 112 vecinos. A mediados del siglo XIX, el lugar tenía contabilizadas 31 casas. Aparece descrito en el séptimo volumen del Diccionario geográfico-estadístico-histórico de España y sus posesiones de Ultramar de Pascual Madoz de la siguiente manera:

COSCURITA: l. con ayunt. en la prov. de Soria (7 leg.), part. jud. de Almazan (1), aud. terr. y c. g. de Burgos (29), dióc. de Sigüenza (8): sit. en un llano á la márg. izq. del arroyo Moron; goza de un clima sano; y no se conocen enfermedades especiales. Tiene 31 casas; la de ayunt.; escuela de instruccion primaria, á cargo de un maestro dotado con 220 rs. y 4 fan. de trigo, retribucion de los discípulos; una fuente de gruesas aguas, que provee al vecindario para su consumo doméstico, y una igl. parr. (San Cristóbal), matriz de la de Bordegé, servida por un cura y un sacristan. Confina el térm. con los de Morón, Señuela, Bordegé, Centenera del Campo y Villalba. El terreno es muy árido; comprende una deh. boyal y una huerta, regadas ambas por el arroyo de Moron. caminos: los locales, correo: se recibe y despacha en la administracion de Almazan. prod.: trigo, cebada, avena, patatas, yeros y guisantes; cria ganado lanar, vacuno y yeguar; caza de perdices y liebres. ind.: la agrícola y 2 molinos harineros. comercio: esportacion de frutos sobrantes y ganados, é importacion de los art. que faltan. pobl.: 29 vec., 112 alm. cap. imp.. 23,429 rs. 30 mrs.
(Madoz, 1846, pp. 140-141)

A mediados del siglo XIX creció el término del municipio porque incorpora a Bordejé, Centenera del Campo, Neguillas y Villalba.

## Demografía
Cuenta con una población de 68 habitantes (INE 2024).
| Gráfica de evolución demográfica de Coscurita entre 1842 y 2021 |
| |
| Población de derecho según los censos de población del INE Población de hecho según los censos de población del INEEntre el censo de 1857 y el anterior, crece el término del municipio porque incorpora a 425017 (Bordeje), 425031 (Centenera del Campo) y 425074 (Neguillas) y 425140 (Villalba) |

### Población por núcleos
| Núcleos             | Habitantes (2000) | Habitantes (2010) |
| ------------------- | ----------------- | ----------------- |
| Coscurita           | 75                | 58                |
| Bordejé             | 26                | 19                |
| Centenera del Campo | 11                | 11                |
| Neguillas           | 19                | 14                |
| Villalba            | 10                | 10                |

## Comunicaciones
- Carreteras N-111 y CL-116.

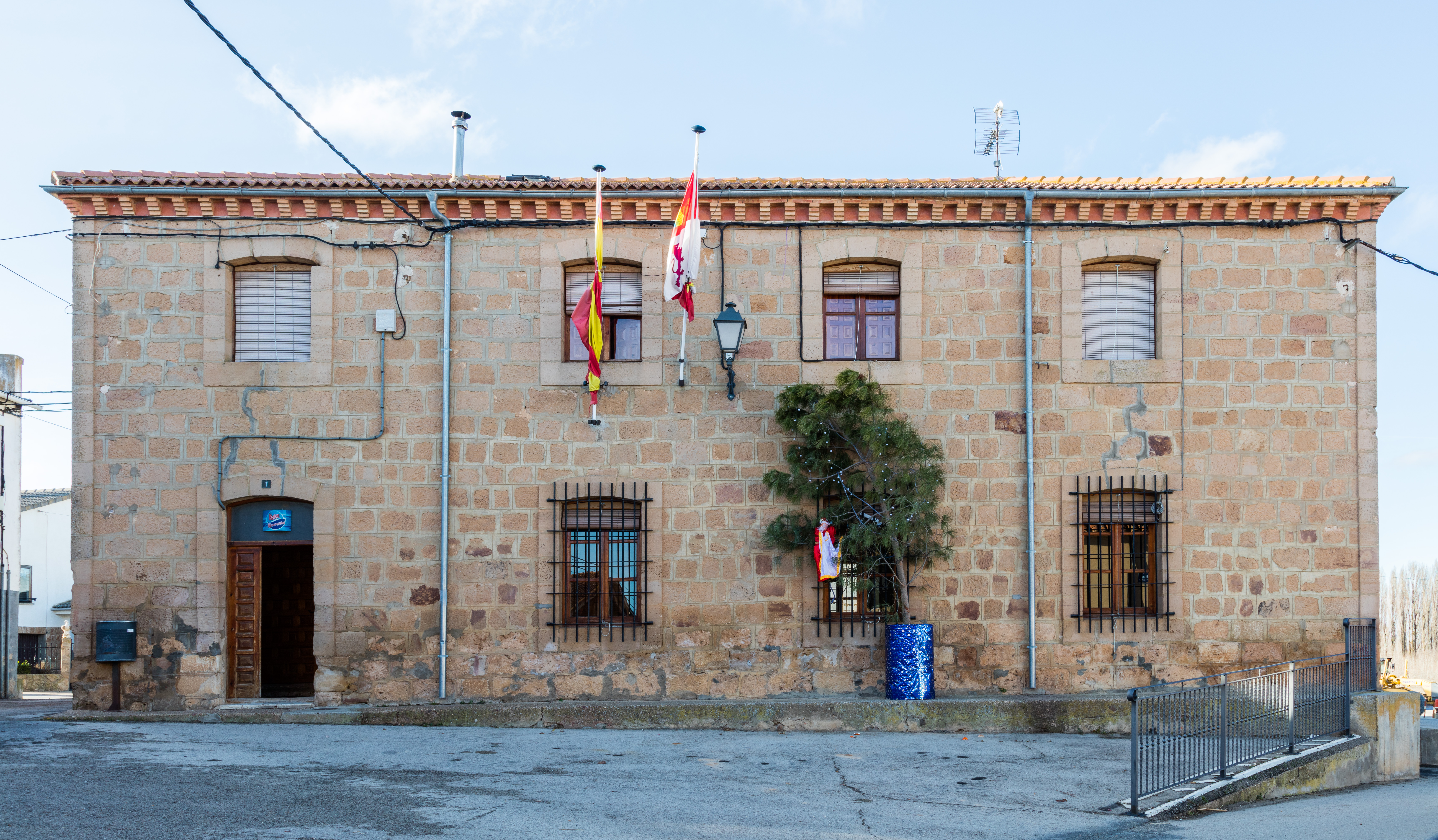
Casa consistorial

- Ferrocarril: La estación fue el punto de conexión de las líneas Torralba-Soria, inaugurada el 1 de junio de 1892 y Valladolid-Ariza, construida en 1895, cerrada a pasajeros en 1985 y a mercancías en 1993. El cierre se hizo alegando unos datos que no se correspondían con la realidad de la línea.[7]

## Fiestas patronales
- Santísima Trinidad (18 de junio).
- Las Candelas (2 de febrero).